# 中野町 (神奈川県)
中野町（なかのまち）は、かつて神奈川県津久井郡にあった町である。現在は相模原市緑区の一部である。

## 概要
神奈川県北部を占めていた津久井郡の東部に位置していた。相模川を境に北隣の三沢村と接し、町域の東端にそびえる城山山頂から西へ延びる稜線で南隣の串川村と接する。町域西部の三ケ木で相模川と合流する道志川は、西隣の内郷村との境界となっていた。
町域は西境となる道志川および北境の相模川と南境の稜線とに挟まれた東西に細長い形をしており、集落の多くは相模川南岸の河岸段丘上に分布する。なお、相模川両岸の河岸段丘に挟まれた狭い谷底にも集落が分布していたが、城山ダムの建設によりダム湖（津久井湖）の底に水没した。1925年（大正14年）の合併以前の旧町村により西から三ケ木、又野、中野、太井の4大字に分けられる。
河岸段丘上を武蔵・相模両国と甲斐を結ぶ脇往還（津久井みち、道志みち。現国道413号）が通り、江戸時代に中野村内の川和で六斎市が開かれたことから中野が周辺の商業中心地として発展した。河岸段丘上では水に恵まれないために水田はほとんど開かれず畑地となったが、江戸時代後期には養蚕が盛んとなり、これを背景とした川和縞と呼ばれる紬織物が特産品として知られた。
1878年（明治11年）、郡区町村編制法により中野村、太井村、又野村、三ケ木村が編成され、津久井郡役所が中野村に置かれた。1884年（明治17年）には中野村、三井村、太井村、根小屋村、又野村、三ケ木村の6ヶ村連合戸長役場が中野村に置かれた。1889年（明治22年）4月1日には各村が単独で町村制を施行したが、引き続き中野村、太井村、根小屋村、又野村、三ケ木村の5ヶ村で町村組合を構成し、役場を中野村に置いた。1925年（大正14年）1月1日に中野村が単独で町制施行して中野町となったが、同年4月1日に太井村、又野村、三ケ木村と合併し改めて中野町が発足した。
この間，中野村には先述の津久井郡役所の外にも1886年（明治19年）に津久井警察署が設置されるなど、郡内の行政拠点ともなり、従来の商業中心地としての性格に加えて津久井郡の主邑としての地位を固めることとなった。中野の地位は合併後も変わらず、1926年（大正15年）に郡役所が廃止された後も、1936年（昭和11年）に神奈川県は同じ場所に経済部津久井出張所を置き、これは1942年（昭和17年）の津久井地方事務所を経て、現在の県北地域県政総合センターに至る。バス営業所も中野に置かれ（後の神奈川中央交通西 津久井営業所）、ここを拠点に橋本駅や八王子駅、与瀬駅（現相模湖駅）などと結ばれた。
なお、又野（旧又野村）は、1890年（明治23年）の議会開設以来半世紀以上にわたって衆議院議員を務めた「憲政の神様」尾崎行雄の出身地として知られている。

## 歴史
- 1878年（明治11年）- 郡区町村編制法により津久井郡中野村が発足。津久井郡役所が置かれる。
- 1889年（明治22年）4月1日 - 町村制の施行により中野村が単独村制。太井村、又野村、三ケ木村、根小屋村とともに町村組合を構成し、役場を中野村に置く。
- 1925年（大正14年）
  - 1月1日 - 中野村が町制施行し、中野町となる。
  - 7月1日 - 太井村、又野村および三ケ木村と合併し、改めて中野町が発足。町役場を中野に置く。
- 1955年（昭和30年）4月1日 - 串川村、鳥屋村、青野原村、青根村および三沢村の一部（大字三井）と合併して津久井町が発足。同日中野町廃止。

## 現在の町名
相模原市緑区
- 住居表示未実施 - 大字太井、大字中野、大字又野、大字三ケ木